# Yi Sang
Yi Sang (en hangeul : 이상), de son nom de naissance Kim Hae-gyeong (en hangeul : 김해경) est un poète et romancier coréen né le 20 août 1910 et mort le 17 avril 1937, que la critique a pris pour habitude d'appeler le Rimbaud coréen parce qu'il fut à la fois très novateur au niveau du langage et de ses thèmes littéraires, et qu'il mourut très jeune.

## Biographie
Yi Sang réalise ses études élémentaires à l'École Sinmyeong avant d'entrer à l'école Donggwang. En 1922, il est admis au collège normal supérieur Boseong. En 1929, il sort diplômé du lycée d'ingénieur Gyeongseong avec pour spécialité l'architecture obtenant le prix d'excellence. Il fut ainsi un temps employé en tant que dessinateur dans le département des travaux publics du Gouvernement Général de la Corée. En décembre 1929, il remporte le premier prix dans une compétition de design pour la couverture du la revue Joseon (Corée) et Architecture et le troisième prix pour la couverture de la revue Société d'Architecture de Joseon. La plupart de ses travaux littéraires ont été produits dans les années 1930. 
En 1934, il se joint au groupe artistique Le Cercle des Neuf (Gu-inhoe), dont les membres comprennent notamment Kim Girim, Lee Taejun, et Jeong Ji-yong. En 1936, il commence à éditer le journal Le Cercle des Neuf publié par Changmunsa sous l'égide de Gu Bon-ung. Plusieurs de ses travaux furent publiés dans cette revue, y compris ses poèmes Papier de pierre tombale (Jibi), Un chemin hors du chemin (Ga-oe-gajeon), État moribond (Widok) et les récits Une araignée a rencontré un cochon (Jijuhoesi), Les ailes (Nalgae), Une rencontre et un adieu (Bongbyeolgi), et Un corps mort d'enfant (Donghae). Son court récit Journal avant ma mort (Jongsaenggi) et son mémoire Ennui (Gwontae) ont été publiés à titre posthume à Tokyo. 
S'il décéda le 17 avril 1937 des suites d'une tuberculose qu'il traînait depuis plusieurs années, Yi Sang a vu sa santé se dégrader fortement pendant son emprisonnement au Japon en 1936 ; il fut en effet arrêté pour "délit d'opinion" lors d'un séjour à Tokyo et décéda peu de temps après sa libération. La promotion de la culture coréenne était interdite sous l'occupation japonaise, et ses œuvres ne furent republiées qu'après l'Indépendance, la reconnaissance de sa contribution à la littérature nationale se traduisant bien plus tard par la création d'un prix littéraire à son nom, en 1977.
Sa maison au milieu du quartier de Seochon a été récemment restaurée et transformée en lieu d'expositions culturelles.

## Œuvre
Yi Sang est certainement l'artiste coréen le plus d'avant-garde de l'ère coloniale. Dans ses travaux, il n'a eu cesse d'expérimenter de nouvelles formes de langage, de tenter de transcender son moi intérieur et ses tourments, tout en cherchant à s'arracher à la réalité du monde extérieur. Ses poèmes ont été influencés notamment par la poésie et l'art occidental, en particulier le dadaïsme et le surréalisme. Son expérience dans le domaine de l'architecture a également influencé son œuvre, qui comporte souvent un langage propre aux mathématiques et à l'architecture, avec notamment des lignes, des points, des systèmes de chiffres, des équations, des diagrammes, glissés à travers ses poèmes. 
La légende littéraire de Yi Sang est ponctuée par les volontés de modernisation de l'écriture voulues par l'auteur. Ses poèmes révèlent le paysage intérieur désolé de l'humanité à l'ère de la modernité. Dans Perspective à vol de corneille (Ogamdo), il recourt à un style d'écriture qui tend le plus souvent vers le surréalisme pour condenser les thèmes de l'anxiété et de la peur. Ses récits font voler en éclats les formes classiques de composition pour mieux dépeindre les conditions de vie de l'homme moderne. L’œuvre Les ailes (Nalgae), tel un long récit parsemé de prises de conscience et de moments d'extrême lucidité, met en lumière l'aliénation et la servitude des hommes à l'heure de la modernité. 
Yi Sang n'a jamais vraiment pu bénéficier d'une réelle reconnaissance de son vivant, mais ses travaux ont commencé à être réimprimés dès les années 1950. C'est dans les années 1970 que son œuvre va littéralement se répandre à travers tout le pays avec comme point culminant l'établissement en 1977 d'un prestigieux prix littéraire portant son nom. Son œuvre est aujourd'hui connue par tous les Coréens, il est une des figures de proue de la littérature coréenne à l'étranger. Si son œuvre la plus connue est sans doute Les ailes (Nalgae), son œuvre Perspective à vol de corneille (Ogamdo) est aussi bien connue du public coréen.